# Berberis orthobotrys
Berberis orthobotrys är en berberisväxtart. Berberis orthobotrys ingår i släktet berberisar, och familjen berberisväxter.

## Underarter
Arten delas in i följande underarter:
- B. o. capitata
- B. o. orthobotrys
- B. o. canescens
- B. o. conwayi
- B. o. sinthanensis